# 斯图尔特·本森
斯图尔特·本森（英語：Stuart Benson，1981年2月12日—），英国男子雪车运动员。他曾代表英国参加2014年冬季奥林匹克运动会雪车比赛，联同约翰·詹姆斯·杰克逊、布鲁斯·塔斯克和乔尔·费伦获得男子四人铜牌。